# VIII Congresso del Partito Comunista Russo (bolscevico)
L'VIII Congresso del Partito Comunista Russo (bolscevico), o PCR(b), si svolse dal 18 al 23 marzo 1919 a Mosca.

## Lavori
Al Congresso parteciparono 301 delegati con diritto di voto deliberativo e 102 delegati con voto consultivo, in rappresentanza di 313 766 membri del partito.
L'assemblea diede mandato al Comitato centrale, nel quale furono eletti 19 membri effettivi e 8 candidati, di preparare una nuova versione dello Statuto, in grado di regolare il partito ormai salito al potere. Il documento sarebbe stato poi ratificato pochi mesi più tardi dall'VIII Conferenza del PCR(b). In esso, tra l'altro, sarebbe stato introdotto il concetto di "cellula" come base del partito, prevista una fase di candidatura, finalizzata all'apprendimento di programma e tattica, prima dell'adesione dei nuovi membri, e regolate le frazioni del partito nelle istituzioni sovietiche e nelle organizzazioni esterne.
L'VIII Congresso provvide inoltre a deliberare il secondo programma del Partito bolscevico, resosi necessario dopo il compimento del primo programma del 1903.